# António Rebelo da Silva
António Ribeiro de Lemos Rebelo da Silva (Portimão, 17 de Janeiro de 1893 – Lisboa, 14 de Novembro de 1968) foi um diplomata português.

## Biografia
Nasceu em Portimão, no Algarve, e formou-se em direito. Em Dezembro de 1919 entrou no quadro diplomático português, tendo trabalhado como vice-cônsul da embaixada portuguesa em Londres, e secretário da embaixada em Madrid. Posteriormente exerceu como conselheiro de legação na Secretaria Geral, em Lisboa. Quando faleceu estava reformado do Ministério dos Negócios Estrangeiros.
Ao longo da sua carreira, acumulou diversas condecorações, tanto portuguesas como estrangeiras. Em 1916 recebeu a Medalha Militar da Expedição a Moçambique, tendo sido igualmente condecorado com a Medalha Militar da Vitória, e com o grau de oficial da Ordem Militar de Cristo, esta última em 25 de Novembro de 1929. Também foi honrado com a Ordem de Mérito Civil de Espanha, e a Ordem do Cruzeiro do Sul do Brasil.
Destacou-se igualmente como pintor, tendo participado em várias exposições, principalmente na Praia da Rocha, local onde habitualmente passava as suas férias.
Faleceu em Novembro de 1968, aos 75 anos de idade, na sua residência em Lisboa. O funeral teve lugar no dia 16 de Novembro, na Igreja dos Jerónimos, tendo sido enterrado no cemitério de Benfica. Aquando do seu falecimento, já era viúvo, e foi pai de Maria Isabel Rebelo da Silva Carvalho.